# Abd al-Latif al-Baghdadi (polityk)
Abd al-Latif al-Baghdadi, Abdel Latif Bughdadi (ur. 20 września 1917, zm. 9 września 1999) – egipski wojskowy i polityk, uczestnik ruchu Wolnych Oficerów i rewolucji w Egipcie w 1952. Wiceprezydent Egiptu (jeden z pięciu) w latach 1962-1964.

## Życiorys

### Wczesna działalność
Pochodził z Dolnego Egiptu. W czasie studiów w Królewskiej Akademii Wojskowej w Kairze w latach 1936-1938 poznał Gamala Abdela Nasera, Abd al-Hakima Amira, Zakarijję Muhji ad-Dina oraz Anwara as-Sadata, którzy podobnie jak on wyrażali poglądy nacjonalistyczne i antybrytyjskie. Po ukończeniu szkoły wojskowej w 1938 kontynuował naukę w Akademii Sił Powietrznych, w obydwu szkołach uzyskiwał wyróżniające wyniki. Według niektórych źródeł w 1939 utworzył pierwszą egipską tajną organizację oficerską o takim profilu politycznym, która szybko przestała jednak działać z powodu trudności w porozumiewaniu się między wojskowych z różnych garnizonów. Od początku 1950 należał do komitetu kierującego organizacją Wolnych Oficerów. W 1952 był kapitanem lotnictwa.

### Rewolucja 1952. Współpracownik Nasera
Wziął udział w rewolucji w 1952, która obaliła w Egipcie monarchię. Wszedł do Rady Rewolucyjnych Dowódców (kierowanej formalnie przez gen. Nagiba, faktycznie zaś przez Gamala Abdela Nasera), nowego organu władzy państwowej i stopniowo stał się jedną z najbardziej wpływowych postaci w jej składzie. Był przewodniczącym Trybunału Rewolucyjnego, który prowadził procesy polityków działających w Egipcie przed 1952, oskarżonych o korupcję. Po utworzeniu pierwszej egipskiej naserowskiej monopartii, Frontu Wyzwolenia, został jej inspektorem generalnym.
Dzięki przyjaźni z Naserem w czerwcu 1953 został ministrem obrony Egiptu i sprawował to stanowisko przez rok. W 1957 był przewodniczącym pierwszego zwołanego po rewolucji parlamentu, Zgromadzenia Ludowego. Na początku lat 60. był ministrem planowania, odpowiadał m.in. za budowę sieci drogowej w kraju. Od 1962 do 1964 był jednym z pięciu wiceprezydentów Egiptu, analogiczny urząd sprawował od 1958 do 1961 w Zjednoczonej Republice Arabskiej. 

### Konflikt z Naserem
W polityce gospodarczej opowiadał się za rozwiązaniami umiarkowanymi, zakładającymi inwestycje państwowe w przemyśle ciężkim przy równoczesnym zachowaniu wolności prowadzenia prywatnej działalności gospodarczej. Jego stanowisko od końca lat 50. traciło na znaczeniu, w miarę skłaniania się Nasera ku socjalizmowi („spółdzielczy socjalizm demokratyczny”). Niechętnie odnosił się również do coraz bliższej współpracy Egiptu z ZSRR. Z powodu konfliktu z Naserem w kwestii polityki gospodarczej w 1964 oraz w związku z nieudaną interwencją egipską w Jemenie Północnym musiał ustąpić z zajmowanych stanowisk. Al-Baghdadi twierdził w swoich wspomnieniach, że przed śmiercią Nasera we wrześniu 1970 pogodził się z nim i że Naser zamierzał ponownie mianować go wiceprezydentem, na miejsce Anwara as-Sadata. Niemniej po 1964 al-Baghdadi wycofał się z życia politycznego.

### Po 1964
Negatywnie odnosił się do polityki as-Sadata jako prezydenta. Krytykował go z pozycji prawicowych. W 1972 zarzucił mu zbytnie uzależnienie Egiptu od ZSRR. Sprzeciwiał się podpisaniu pokoju z Izraelem.
Zmarł na raka wątroby.